# Jevul
Jevul (hebrejsky יְבוּל, doslova „Úroda“, v oficiálním přepisu do angličtiny Yevul) je vesnice typu mošav v Izraeli, v Jižním distriktu, v Oblastní radě Eškol.

## Geografie
Leží v nadmořské výšce 85 metrů na severozápadním okraji pouště Negev; v oblasti která byla od 2. poloviny 20. století intenzivně zúrodňována a zavlažována a ztratila charakter pouštní krajiny. Jde o zemědělsky obdělávaný pás přiléhající k pásmu Gazy a navazující na pobřežní nížinu. Jižně od tohoto sídelního pásu ovšem ostře začíná zcela aridní oblast pouštního typu zvaná Cholot Chaluca.
Obec se nachází 17 kilometrů od břehu Středozemního moře, cca 107 kilometrů jihojihozápadně od centra Tel Avivu, cca 108 kilometrů jihozápadně od historického jádra Jeruzalému a 45 kilometrů západně od města Beerševa. Jevul obývají Židé, přičemž osídlení v tomto regionu je etnicky převážně židovské. 6 kilometrů severozápadním směrem ale začíná pásmo Gazy s početnou arabskou (palestinskou) populací. 3 kilometry na západ leží izraelsko-egyptská hranice.
Jevul je na dopravní síť napojen pomocí místních komunikací, které ústí do lokální silnice 232.

## Dějiny
Jevul byl založen v roce 1981. Leží v kompaktním bloku zemědělských vesnic Chevel Šalom, do kterého spadají obce Avšalom, Dekel, Cholit, Jated, Jevul, Kerem Šalom, Pri Gan, Sdej Avraham, Sufa a Talmej Josef.
Zakladateli mošavu byla skupina Izraelců, která předtím podílela na vzniku polovojenské osady Morag v pásmu Gazy. Později se rozhodli zřídit vlastní vesnici. Po nějakou dobu se účastnili osidlování Sinajského poloostrova, kde působili poblíž tamní židovské osady Sadot. Poté, co byla Sinaj v důsledku podpisu egyptsko-izraelské mírové smlouvy vrácena Egyptu a tamní židovské osady zrušeny, zbudovali svou vesnici ve vlastním Izraeli, v nynější lokalitě.
Místní ekonomika je založena na zemědělství (skleníkové pěstování rajčat, květin a paprik). V obci je cca 45 rodinných farem. Fungují zde sportovní areály a obchod se smíšeným zbožím. Po roce 2005 byla v obci Jevul ubytována skupina židovských rodin vystěhovaných z vesnice Necarim, jež stávala v pásmu Gazy a byla v roce 2005 vyklizena v rámci plánu jednostranného stažení. Tito vysídlenci z Gazy zde pobývají v provizorní čtvrti sestávající 100 stavebních parcel. Tito vysídlenci z Gazy čekají na dokončení výstavby vesnice Bnej Necarim, která pro ně od roku 2008 vyrůstá nedaleko odtud.

## Demografie
Obyvatelstvo mošavu je sekulární. Podle údajů z roku 2014 tvořili naprostou většinu obyvatel v Jevul Židé (včetně statistické kategorie "ostatní", která zahrnuje nearabské obyvatele židovského původu ale bez formální příslušnosti k židovskému náboženství).
Jde o menší obec vesnického typu s dlouhodobě kolísající populací (zejména kvůli přistěhování osadníků z pásma Gazy). K 31. prosinci 2014 zde žilo 357 lidí. Během roku 2014 populace klesla o 5,0 %.
| Rok            | 1983 | 1995 | 2001 | 2003 | 2004 | 2005 | 2006 | 2007 | 2008 | 2009 | 2010 | 2011 | 2012 | 2013 | 2014 |
| -------------- | ---- | ---- | ---- | ---- | ---- | ---- | ---- | ---- | ---- | ---- | ---- | ---- | ---- | ---- | ---- |
| Počet obyvatel | 121  | 157  | 149  | 146  | 149  | 414  | 532  | 620  | 694  | 705  | 712  | 741  | 414  | 376  | 357  |